# 本間ひろむ
本間 ひろむ（ほんま　ひろむ、1962年 - ）は、日本の批評家、アーティスト。クラシック音楽評論の著作のほか、音楽配信も行っている。「右手にFenderのピック、左手にPARKERの万年筆を持って生まれて来た」とAmazon等の著者情報や著書のプロフィールに書いている。

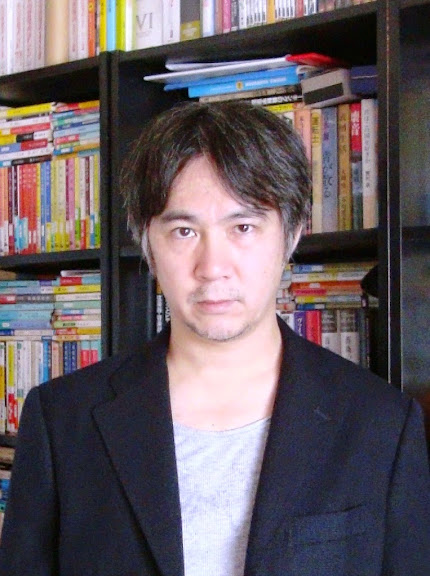

## 略歴
1962年、文京区の東京医科歯科大学付属病院で生まれる。生家は台東区入谷。京華高等学校卒業。大阪芸術大学芸術学部文芸学科中退。
出版社勤務を経て、1992年よりフリーライターに。雑誌『ホットドッグ・プレス』（講談社）、『テレビブロス』（東京ニュース通信社）、『宝島』（宝島社）、『東京ウォーカー』（KADOKAWA）などに寄稿。
2002年、クラシック音楽の入門書『3日でクラシック好きになる本』（ＫＫベストセラーズ／ブックデザインは中山泰氏）を上梓。批評家としてのキャリアをスタートさせる。
文筆活動（書籍執筆、新聞・雑誌・コンサートプログラム・映画パンフレット・大学パンフレットへの寄稿）のほか、ラジオ出演、カルチャーセンター講師、講演活動、音楽制作など幅広いフィールドで活動している。『新潮45』には休刊までの５年間（2013年〜2018年）毎月、新作映画評を寄稿していた。
2024年、音楽配信をスタート。Apple Music、Amazon Music、Spotify、YouTube Music、LINE MUSIC、楽天ミュージック、レコチョク、ｄヒッツ、mysound、オリコンミュージックストア、mora、KK BOX、AWAほかでオリジナル楽曲を配信。作詞・作曲・編曲・歌唱・コーラス・ギター・ベース・ピアノ・シンセサイザー・ドラムス（一部ドラムマシン）から、ジャケットのアートワークまで手がける。  

## 作品リスト

### 単著
- 『3日でクラシック好きになる本』（KKベストセラーズ、2002）ISBN 9784584186565
- 『指揮者の名盤』（平凡社新書、2003）ISBN 9784582852066
- 『ピアニストの名盤』（平凡社新書、2004）ISBN  9784256191842
- 『ヴァイオリンとチェロの名盤』（平凡社新書、2006）ISBN 9784256192016
- 『ユダヤ人とクラシック音楽』（光文社新書、2014）ISBN 9784334038182
- 『アルゲリッチとポリーニ』（光文社新書、2020）ISBN 9784334044534
- 『日本のピアニスト』（光文社新書、2022）ISBN 9784334046323
- 『日本のヴァイオリニスト』（光文社新書、2024）ISBN 9784334101985
- 『日本の指揮者とオーケストラ』（光文社新書、2024）ISBN 9784334104467
- 『21世紀のクラシック新名盤』（星海社新書、2025）ISBN 9784065399736

### 共著・ムック
- 『未読の必読ホームページ』（エーアイ出版、2001）ISBN 9784871938464
- 『至福のクラシック』（KKベストセラーズ、2011）ISBN 9784584166208
- 『グスターボ・ドゥダメルと若き指揮者たち』（DU BOOKS、2025）ISBN 9784866472355

### 評論・エッセイ
- ラフマニノフ名盤紹介 (ユリイカ、2008)
- 精神疾患は、天才への入り口か!? (新潮45、2010)
- スティーブ・ジョブズがクラシックマニアを殺した (新潮45、2012)
- 生誕200年　歴史を動かしたワーグナーの「魔力」 (新潮45、2013)
- ヴェルディ・イヤーと浅草オペラ (新潮45、2013)
- AV女優「林由美香」はなぜカリスマになったのか(新潮45、2013)
- 東京国際映画祭を忘れていませんか(新潮45、2013)
- ユダヤ人と日本のクラシック音楽（ニッポンドットコム、2021）
- 世界のピアノ「進化論」（ニューズウィーク日本版、2023）

### オリジナル楽曲
| 配信日     | タイトル       | 規格                   | ISRC         | UPC           |
| ---------- | -------------- | ---------------------- | ------------ | ------------- |
| 2024/11/05 | 隔離病棟       | デジタル・ダウンロード | JP92N2452192 | 4571630267058 |
| 2024/11/11 | Usual          | デジタル・ダウンロード | JP92N2453265 | 4571630271758 |
| 2024/11/11 | シグナル       | デジタル・ダウンロード | JP92N2453266 | 4571630271765 |
| 2024/11/11 | ナビゲーター   | デジタル・ダウンロード | JP92N2453268 | 4571630271789 |
| 2024/11/11 | to M           | デジタル・ダウンロード | JP92N2453269 | 4571630271796 |
| 2024/11/21 | we lost        | デジタル・ダウンロード | JP92N2455335 | 4571630281986 |
| 2024/11/21 | Lily           | デジタル・ダウンロード | JP92N2455340 | 4571630282020 |
| 2024/11/21 | Innocent White | デジタル・ダウンロード | JP92N2455341 | 4571630282037 |
| 2024/11/21 | Twilight Zone  | デジタル・ダウンロード | JP92N2455344 | 4571630282068 |
| 2025/07/03 | I LOVE YOU     | デジタル・ダウンロード | JP92N2531280 | 4571690621142 |

| 配信日     | タイトル     | 規格                   | 収録曲                                                                                        | UPC           |
| ---------- | ------------ | ---------------------- | --------------------------------------------------------------------------------------------- | ------------- |
| 2025/07/14 | 卒業アルバム | デジタル・ダウンロード | Lily／Twilight Zone／シグナル／Usual／we lost／ナビゲーター／to M／Innocent White／I LOVE YOU | 4571690632490 |

＊All songs written and arranged by HIROMU HOMMA.  Also performed Vo, Cho, G, B, P , Syn, Dr.

## メディア出演
- ネットラジオ「ORICON STYLE〜TOP40 ランキング＆トレンド」（2006）
- TBSラジオ「荻上チキ・Session-22」（2014）
- BSデジタル放送ミュージック・バード「ウィークエンド・スペシャル」（2015）